# Nanovitsa
Nanovitsa (Bulgaars: Нановица, Turks: Alibeykonağı) is een dorp in Bulgarije,  gelegen in de gemeente Momtsjilgrad in de oblast  Kardzjali. 

## Geografie
Het dorp is gelegen in het zuidoostelijke deel van het Rodopegebergte, 30 km van de stad Kardzjali en 15 km van de gemeentelijke hoofdplaats Momtsjilgrad. 

## Bevolking
De bevolking van het dorp Nanovitsa bestond in 1934 uit 212 personen. In 1965 bereikte het inwonersaantal een maximum met 928 personen. De daaropvolgende decennia bleef het inwonersaantal vrij stabiel, totdat in 1989 de ‘bulgariseringscampagnes’ van het communistisch regime begonnen en een groot deel van de bevolking naar Turkije emigreerde. Na de val van het communisme kwam een nieuwe emigratie op gang vanwege de verslechterde economische mogelijkheden in de regio. In december 2019 woonden er 450 personen in het dorp.
Van de 478 reageerden er 474 op de optionele volkstelling van 2011. Alle 474 respondenten identificeerden zichzelf als etnische Bulgaarse Turken (100%).